# James Roosevelt
James Roosevelt II (ur. 23 grudnia 1907 w Nowym Jorku, zm. 13 sierpnia 1991 w Newport Beach) – amerykański polityk, członek Partii Demokratycznej.

## Działalność polityczna
Był synem Anny Eleanory i Franklina Delano Roosevelt, bratem Franklina. Od lipca 1937 do listopada 1938 był sekretarzem prezydenta Stanów Zjednoczonych. W okresie od 3 stycznia 1955 do rezygnacji 30 września 1965 przez sześć kadencji był przedstawicielem 26. okręgu wyborczego w stanie Kalifornia w Izbie Reprezentantów Stanów Zjednoczonych.